# Клагенфурт-ам-Вертерзе
Клагенфурт-ам-Вертерзе (до 2008 року  — Клагенфурт; нім. Klagenfurt am Wörthersee словен. Celovec ob Vrbskem jezeru) — місто в Австрії, столиця землі Каринтія. Це шосте за величиною місто Австрії.

## Історія
Перша згадка про Клагенфурт сягає 1192 або 1199 року. 1246 (або 1252) року місто отримало міські права і швидко стало одним з найбільших центрів Каринтійського герцогства, а пізніше  — і його столицею. У наступних століттях Клагенфурт витримав пожежі, землетруси, нашестя сарани та напад турків; урешті-решт був зруйнований селянськими війнами.
1514 року вогонь майже повністю знищив місто, і 1518, попри гучні протести місцевих бюргерів, імператор Максиміліан І, не маючи змоги його відновити, віддав Клагенфурт під владу дворянства Герцогства. Такого перед тим з містом ніколи не траплялося. Нові володарі, проте, відродили місто економічно, що призвело до його політичного і культурного панування. Був побудований канал, що з'єднував місто з озером, щоб постачати місто лісоматеріалами для його відновлення. Дворянські сім'ї мали свої міські торгові доми. Місто було добудоване згідно з ідеями італійського архітектора Domenico dell'Allio; перебудовано площу-ринок та зведено нові фортифікації навколо міста.

## Сучасність
Сьогодні місто Клагенфурт є центром католицької єпархії Гурка, тут розміщений університет, педагогічна академія, міжнародний аеропорт, а також багато інших установ і компаній. У місті відкрили свої представництва ряд відомих міжнародних концернів, таких як, «Філіпс», «Сіменс», «Адідас», працює фірма по випуску соків «BRago», виробляє напої один із найстаріших пивних заводів Австрії «Шлеппе».
Завдяки своїм пам'яткам архітектури та близькості до озера Вертерзе, Клагенфурт є центром туризму в південній частині Австрії. У «Європа-парк» з Мінімундусом  — Малим світом на Вертерзе, що займає 22 гектари, представлені зменшені у 25 раз копії найвідоміших будівель і споруд світу. Щорічно Мінімундус відвідує 500 000 туристів зі всього світу.
В місті знаходиться Музей сучасного мистецтва Каринтії.

## Уродженці
- Штефан Лекса (*1976) — австрійський футболіст, півзахисник.

- Ернст Лерх (1914—1997) — австрійський нацист, штурмбаннфюрер СС, один з організаторів операції «Рейнгард».
- Маркус Пінк (* 1991) — австрійський футболіст, нападник.
- Гаральд Піхлер (* 1987) — австрійський футболіст.

## Міста-побратими
- Чернівці (Україна)
- Дахау (Німеччина)
- Діжон (Франція)
- Форт-Верт (США)
- Кутро (Італія)
- Толука (Мексика)
- Бидгощ (Польща)
- Задар (Хорватія)
- Кишинів (Молдова)
- Крагуєваць (Сербія)
- Жирона (Іспанія)